# 陶济福
陶济福（？—？），安徽歙县人，是一名清朝政治人物。

## 生平
陶济福曾于接替卢庆云任龙岩州知州一职，由德治接任。